# Manhattan (bokserie)
Manhattan, en populär och omfångsrik deckarbokserie som startades 1952 av Wahlströms bokförlag. I denna serie har Mickey Spillane, James Hadley Chase, svensk-amerikanen Donald Hamilton, Walt Sheldon med flera senare erkända deckarförfattare först publicerats i Sverige. Målet var "en ny bok i månaden". Ansvarig för serien från dess start och fram till sin död 1978 var Karl-Rune Östlund, som också själv översatte åtskilliga titlar i serien. Serien fortsattes in på 1990-talet, från och med 1987 utgiven av Winthers förlag, och omfattade totalt 475 titlar. Se även Manhattan special.
MANHATTAN – de stora deckarna i det lilla formatet
| Volym     | Titel | Originaltitel                                | Författare                        | Utgivningsår |
| --------- | --- | -------------------------------------------- | --------------------------------- | ------------ |
| 1         | Mannen är farlig | This man is dangerous                        | Peter Cheyney                     | 1952         |
| 2         | Bländande bevis | The lying ladies                             | Robert Finnegan                   | 1952         |
| 3         | Dödande dos | Sleep no more                                | Sam S. Taylor                     | 1952         |
| 4         | Hämnden är min | I, the jury                                  | Mickey Spillane                   | 1952         |
| 5         | Fruntimmer tar inga hänsyn                                                                                             | Dames don't care                             | Peter Cheyney                     | 1953         |
| 6         | Döden kan ej vittna | You're lonely when you're dead               | James Hadley Chase                | 1953         |
| 7         | Farlig vetskap | Rough on rats                                | William Francis                   | 1953         |
| 8         | Liv för liv | My gun is quick                              | Mickey Spillane                   | 1953         |
| 9         | Giftblomman | Poison ivy                                   | Peter Cheyney                     | 1953         |
| 10        | Nakna fakta | The bandaged nude                            | Robert Finnegan                   | 1953         |
| 11        | Utanför lagen | The stolen women                             | Wade Miller                       | 1953         |
| 12        | Utan misskund | Vengeance is mine                            | Mickey Spillane                   | 1953         |
| 13        | Missförstå mig rätt | Don't get me wrong                           | Peter Cheyney                     | 1953         |
| 14        | Den enes död ... | Death and taxes                              | David Dodge                       | 1953         |
| 15        | Vittnet har förhinder                                                                                                  | Lay her among the lilies                     | James Hadley Chase                | 1953         |
| 16        | Spik i egen kista | Kill or cure                                 | William Francis                   | 1953         |
| 17        | I morgon död | One lonely night                             | Mickey Spillane                   | 1953         |
| 18        | Spel i blindo | Bullets for the bridegroom                   | David Dodge                       | 1954         |
| 19        | Än sen då? | It couldn't matter less                      | Peter Cheyney                     | 1954         |
| 20        | Mord, min sköna | But death runs faster                        | William P. McGivern               | 1954         |
| 21        | Likviderad skuld | Figure it out for your self                  | James Hadley Chase                | 1954         |
| 22        | Dödande ängel | The body in the bed                          | Bill S. Ballinger                 | 1954         |
| 23        | Med berått mod | Many a monster                               | Robert Finnegan                   | 1954         |
| 24        | Farliga kurvor | Dangerous curves                             | Peter Cheyney                     | 1954         |
| 25        | Dubbel hämnd | The big kill                                 | Mickey Spillane                   | 1954         |
| 26        | Hemlig last | It ain't hay                                 | David Dodge                       | 1954         |
| 27        | Guld till döds | The body beautiful                           | Bill S. Ballinger                 | 1954         |
| 28        | När inga stjärnor lysa                                                                                                 | The stars are dark                           | Peter Cheyney                     | 1954         |
| 29        | På bar gärning | Bodies in bedlam                             | Richard S. Prather                | 1954         |
| 30        | Död mans dom | The long wait                                | Mickey Spillane                   | 1955         |
| 31        | Hon blir min död | You never know with women                    | James Hadley Chase                | 1955         |
| 32        | Gissa en gång till | You'd be surprised                           | Peter Cheyney                     | 1955         |
| 33        | Möte med död blondin                                                                                                   | Blondes die young                            | Bill Peters                       | 1955         |
| 34        | Någon måste dömas | The Brass Cupcake                            | John D. Macdonald                 | 1955         |
| 35        | Det bränns Mr Caution                                                                                                  | I'll say she does                            | Peter Cheyney                     | 1955         |
| 36        | Dödligt uppsåt | The double shuffle                           | James Hadley Chase                | 1955         |
| 37        | Döden har ingen lag |                                              | Jack Hammer                       | 1955         |
| 38        | Det gäller livet | Ride a high horse                            | Richard S. Prather                | 1955         |
| 39        | Natt utan nåd | Kiss me, deadly                              | Mickey Spillane                   | 1955         |
| 40        | Hämnd till varje pris                                                                                                  | Sleep, my love                               | Robert Martin                     | 1955         |
| 41        | Lik i lasten | Judge me not                                 | John D. MacDonald                 | 1955         |
| 42        | Sköna juveler | They never say when                          | Peter Cheyney                     | 1955         |
| 43        | Skyll dig själv | Yell bloody murder                           | Joseph Shallit                    | 1955         |
| 44        | Mord utan minne | Strictly for cash                            | James Hadley Chase                | 1956         |
| 45        | Din död eller min | Dark dream                                   | Robert Martin                     | 1956         |
| 46        | Du vet för mycket | Dead Low Tide                                | John D. MacDonald                 | 1956         |
| 47        | Hämnden är ljuv | Sorry you've been troubled                   | Peter Cheyney                     | 1956         |
| 48        | Aldrig i livet | Case of the billion dollar body              | Joseph Shallit                    | 1956         |
| 49        | Tid att dö | Safer dead                                   | James Hadley Chase                | 1956         |
| 50 (222)  | Går det, så går det | A bullet for Cinderella                      | John D. MacDonald                 | 1956 (1970)  |
| 51        | Hårda bud | You can call it a day                        | Peter Cheyney                     | 1956         |
| 52        | Kosta vad det vill | Lady, don't die on my doorstep               | Joseph Shallit                    | 1956         |
| 53        | Slå Riverside 33344 | Tiger by the tail                            | James Hadley Chase                | 1956         |
| 54        | Envis som synden | No luck for a lady                           | Floyd Mahannah                    | 1956         |
| 55        | Beklagligt misstag | Sinister errand                              | Peter Cheyney                     | 1956         |
| 56        | I ond avsikt | Prey by night                                | Malcolm Douglas                   | 1957         |
| 57 (218)  | Domens dag | April evil                                   | John D. MacDonald                 | 1957(1970)   |
| 58        | Slagen till slant | Stopover for Murder                          | Floyd Mahannah                    | 1957         |
| 59        | Värre än du tror | Uneasy terms                                 | Peter Cheyney                     | 1957         |
| 60        | Hämndens timme | The girl in the red Jaguar                   | Jason Manor                       | 1957         |
| 61        | Bära eller brista | The wailing frail                            | Richard S. Prather                | 1957         |
| 62        | Rakt i fördärvet |                                              | Jack Hammer                       | 1957         |
| 63        | Tro vad ni vill | Dance without music                          | Peter Cheyney                     | 1957         |
| 64        | Döden ger inget val | Too dead to run                              | James Manor                       | 1957         |
| 65        | För sent att vända | There's always a price tag                   | James Hadley Chase                | 1957         |
| 66        | På egen risk | The tramplers                                | Jason Manor                       | 1957         |
| 67        | Värre och värre | You Know the Way it is                       | Arthur E. Jones                   | 1958         |
| 68        | Slag i saken | Dark wanton                                  | Peter Cheyney                     | 1958         |
| 69        | På håret när |                                              | Floyd Mahannah                    | 1958         |
| 70        | Spelet är slut | Death trap                                   | John D. MacDonald                 | 1958         |
| 71        | Vänd dig inte om |                                              | Malcom Douglas                    | 1958         |
| 72        | Låt henne inte dö | The long night                               | Hartley Howard                    | 1958         |
| 73        | Sky inga medel | The guilty are afraid                        | James Hadley Chase                | 1958         |
| 74        | Falla till föga | The things men do                            | James Hadley Chase                | 1958         |
| 75        | Skenet bedrar Lemmy H. Caution på spionjakt i England, för att leta efter flygplansritningar under andra världskriget. | Your deal, my lovely                         | Peter Cheyney                     | 1958         |
| 76        | Lagom är bäst | Bowman on Broadway                           | Hartley Howard                    | 1958         |
| 77        | Farligt begär | The sucker punch                             | James Hadley Chase                | 1958         |
| 78        | Kom 14.00 | Too dead to talk                             | Arthur E. Jones                   | 1958         |
| 79        | För säkerhets skull | Be my victim                                 | John Baxter                       | 1958         |
| 80        | Den illa gör... | Ladies won't wait                            | Peter Cheyney                     | 1958         |
| 81        | Livet på spel | I'll get you for this                        | James Hadley Chase                | 1959         |
| 82        | Mördande panik | It makes you think                           | Arthur E. Jones                   | 1959         |
| 83        | Som man bäddar ... | Lady, behave!                                | Peter Cheyney                     | 1959         |
| 84        | Förbluffande lik | The Case of the Murdered Model (Prey for Me) | Thomas B. Dewey                   | 1959         |
| 85        | Hugga i sten | Murder on the rocks                          | John Baxter                       | 1959         |
| 86        | Löpa linan ut | Night extra                                  | William P. McGivern               | 1959         |
| 87        | Ett strå vassare | You can always duck                          | Peter Cheyney                     | 1959         |
| 88        | Illa menat | Bowman strikes again                         | Hartley Howard                    | 1959         |
| 89        | Ont uppsåt | Hit and run                                  | James Hadley Chase                | 1959         |
| 90        | Risken värd |                                              | Floyd Mahannah                    | 1959         |
| 91        | Beska piller Mr Caution                                                                                                | Can ladies kill ?                            | Peter Cheyney                     | 1959         |
| 92        | Ingen återvändo | The last deception                           | Hartley Howard                    | 1960         |
| 93        | Försöka duger | Try anything twice                           | Peter Cheyney                     | 1960         |
| 94        | Vad är det värt? | Mallory                                      | James Hadley Chase                | 1960         |
| 95        | Snabb affär | Cool murder                                  | Peter George                      | 1960         |
| 96        | Onda aningar | The big heat                                 | William P. McGivern               | 1960         |
| 97        | Blodigt allvar | The brunette bombshell                       | Hillary Waugh                     | 1960         |
| 98        | Lugn i stormen | Never a dull moment                          | Peter Cheyney                     | 1960         |
| 99        | Beredd på det värsta                                                                                                   | Why pick on me?                              | James Hadley Chase                | 1960         |
| 100 (39)  | Natt utan nåd | Kiss Me, Deadly                              | Mickey Spillane                   | 1960         |
| 101       | Jag tar risken | The phoenix sings                            | Desmond Cory                      | 1960         |
| 102       | Ont i sinn | Come Blonde – Came Murder                    | Peter George                      | 1960         |
| 103       | I värsta fall | The Urgent Hangman                           | Peter Cheyney                     | 1960         |
| 104       | Död mans dom | The long wait                                | Mickey Spillane                   | 1961         |
| 105       | Hon måste dö | What's better than money                     | James Hadley Chase                | 1961         |
| 106       | Tag det kallt | Murder On Her Mind                           | John Baxter                       | 1961         |
| 107       | O'Mara storstädar | The Dark Street                              | Peter Cheyney                     | 1961         |
| 108       | Dubbel hämnd | The Big Kill                                 | Mickey Spillane                   | 1961         |
| 109       | Klappat och klart | Mistress to Murder                           | John Baxter                       | 1961         |
| 110       | Kvitt eller dubbelt | One of those Things                          | Peter Cheyney                     | 1961         |
| 111       | Onda planer | Extortion                                    | Hartley Howard                    | 1961         |
| 112 (17)  | I morgon död | One lonely night                             | Mickey Spillane                   | 1961         |
| 113       | Bringa på fall | Just Another Sucker                          | James Hadley Chase                | 1961         |
| 114       | Utan omsvep | End of a stripper                            | John Baxter                       | 1961         |
| 115       | Knall och fall | Time bomb                                    | Hartley Howard                    | 1961         |
| 116 (12)  | Utan misskund | Vengeance is mine                            | Mickey Spillane                   | 1961         |
| 117       | Saken är klar | Dark Bahama                                  | Peter Cheyney                     | 1962         |
| 118       | Nödvändigt ont | The House on Q Street                        | John Baxter                       | 1962         |
| 119       | Allt är tillåtet | Death of a citizen                           | Donald Hamilton                   | 1962         |
| 120 (8)   | Liv för liv | My gun is quick                              | Mickey Spillane                   | 1962         |
| 121       | I ett svep | Another little drink                         | Peter Cheyney                     | 1962         |
| 122       | Utan nåd och rätt | A lotus for miss Quan                        | James Hadley Chase                | 1962         |
| 123       | Med alla medel | The removers                                 | Donald Hamilton                   | 1962         |
| 124 (4)   | Hämnden är min | I, the jury                                  | Mickey Spillane                   | 1962         |
| 125 (227) | På djupt vatten | Where is Janice Gantry ?                     | John D MacDonald                  | 1962 (1971)  |
| 126       | Rent hus | Dark Hero                                    | Peter Cheyney                     | 1962         |
| 127       | Ingen slipper undan | A Coffin from Hong Kong                      | James Hadley Chase                | 1962         |
| 128       | Till varje pris | The silencers                                | Donald Hamilton                   | 1963         |
| 129       | Med samma mynt | Stranglehold                                 | Desmond Cory                      | 1963         |
| 130       | En snygg miss | Angel eyes                                   | John Baxter                       | 1963         |
| 131       | Hon får inte dö | I would rather stay poor                     | James Hadley Chase                | 1963         |
| 132       | Hugget som stucket | Dark duet                                    | Peter Cheyney                     | 1963         |
| 133       | Sänd att döda | Murderers' row                               | Donald Hamilton                   | 1963         |
| 134       | Lovligt byte | Steve Bentleys' calypso caper                | John Baxter                       | 1963         |
| 135       | Vänta dig ingen nåd | The girlhunters                              | Mickey Spillane                   | 1963         |
| 136       | Det skall stå dig dyrt                                                                                                 | Dark interlude                               | Peter Cheyney                     | 1963         |
| 137       | Din tid är ute | Deadline                                     | Hartley Howard                    | 1963         |
| 138       | Falla för frestelsen                                                                                                   | You find him – I'll fix him                  | James Hadley Chase                | 1963         |
| 139       | Om du så ska dö | Squeeze play                                 | James McKimmey                    | 1963         |
| 140       | Döden på dig väntar | The deep                                     | Mickey Spillane                   |              |
| 141       | Nära ögat älskling | You can't keep the change                    | Peter Cheynet                     | 1964         |
| 142 (230) | Bättre fly | On the run                                   | John D. MacDonald                 | 1964 (1971)  |
| 143       | Komma i kläm | One bright summer morning                    | James Hadley Chase                | 1964         |
| 144       | Gapa efter mycket | Key to the morgue                            | Hartley Howard                    | 1964         |
| 145       | Hårda tag Matt Helm | The ambushers                                | Donald Hamilton                   | 1964         |
| 146       | Leka med döden | Death's foot forward                         | Georg B. Mair                     | 1964         |
| 147       | För den goda sakens skull                                                                                              | My bonny lies under the sea                  | Ray Alan                          | 1964         |
| 148       | Spela för högt | The other side of the door                   | Hartley Howard                    | 1964         |
| 149       | Timmen är slagen | The soft centre                              | James Hadley Chase                | 1964         |
| 150       | Nära ögat Matt Helm | The shadowers                                | Donald Hamilton                   | 1964         |
| 151       | I natt ska du dö | Sleep for the wicked                         | Hartley Howard                    | 1964         |
| 152       | Dödens skugga | The snake                                    | Mickey Spillane                   | 1963         |
| 153       | Inget val, Matt Helm                                                                                                   | The Ravagers                                 | Donald Hamilton                   | 1965         |
| 154       | De hårdaste: Slå tillbaka                                                                                              | Me, hood!                                    | Mickey Spillane                   | 1965         |
| 154       | De hårdaste: Leva för hämnd                                                                                            | The seven year kill                          | Mickey Spillane                   | 1965         |
| 154       | De hårdaste: Döda eller dö                                                                                             | Kick it or kill it!                          | Mickey Spillane                   | 1965         |
| 155       | Sista utvägen | Department K                                 | Hartley Howard                    | 1965         |
| 156       | Jagande skräck | The flesh of the orchid                      | James Hadley Chase                | 1965         |
| 157       | Tiden är ute | Count-down                                   | Hartley Howard                    | 1965         |
| 158       | Röja ur vägen | The days of darkness                         | Douglas Orgill                    | 1965         |
| 159       | De fränaste: Ryan | Return of the Hood                           | Mickey Spillane                   | 1965         |
| 159       | De fränaste: Bannerman                                                                                                 | The Bastard Bannerman                        | Mickey Spillane                   | 1965         |
| 160       | Hon vet för mycket | I'll bury my dead                            | James Hadley Chase                | 1965         |
| 161       | Dubbel miss | The taste of ashes                           | Howard Browne                     | 1965         |
| 162       | Han ska dö | This is for real                             | James Hadley Chase                | 1965         |
| 163       | Farligt värre , Matt Helm                                                                                              | The wrecking crew                            | Donald Hamilton                   | 1965         |
| 164       | Tigerns natt | Day of the guns                              | Mickey Spillane                   | 1966         |
| 165       | Lockad i fällan | The blue kimono kill                         | Walt Sheldon                      | 1966         |
| 166       | Ett mord för mycket | The way the cookie crumbles                  | James Hadley Chase                | 1966         |
| 167       | Tigerns lag | Bloody sunrise                               | Mickey Spillane                   | 1966         |
| 168       | Sona sitt brott | Don't let her die                            | Tarn Scott                        | 1966         |
| 169       | De starkaste: Scanlon                                                                                                  | Killer mine                                  | Mickey Spillane                   | 1966         |
| 169       | De starkaste: Regan | Man alone                                    | Mickey Spillane                   | 1966         |
| 170       | I de lugnaste vatten                                                                                                   | Death deep down                              | Dan J. Marlowe                    | 1966         |
| 171       | Tigerns hämnd | The death dealers                            | Mickey Spillane                   | 1966         |
| 172       | Bättre fly | The devastators                              | John D. MacDonald                 | 1966         |
| 173       | Mot sin vilja | You have yourself a deal                     | James Hadley Chase                | 1966         |
| 174       | Ingen annan utväg | Strongarm                                    | Dan J. Marlowe                    | 1966         |
| 175       | I rödaste rappet | Murder red-handed                            | Richard Grayson                   | 1966         |
| 176       | Skoningslös hämnd | The twisted thing                            | Mickey Spillane                   | 1967         |
| 177       | Enda vittnet | This way for a shroud                        | James Hadley Chase                | 1967         |
| 178       | Över din döda kropp | The vengeance man                            | Dan J. Marlowe                    | 1967         |
| 179       | Tigerns dom | The by-pass control                          | Mickey Spillane                   | 1967         |
| 180       | Allt att förlora | A hearse for Cinderella                      | Hartley Howard                    | 1967         |
| 181       | Farligt spel | Four for the money                           | Dan J. Marlowe                    | 1967         |
| 182       | I hårdaste laget | The Bowman touch                             | Hartley Howard                    | 1967         |
| 183       | Din stund är kommen Mike Hammer                                                                                        | The body lovers                              | Mickey Spillane                   | 1967         |
| 184       | Utan nåd, Matt Helm | The betrayers                                | Donald Hamilton                   | 1967         |
| 185       | Inget annat val | Live, love and cry                           | George B. Mair                    | 1967         |
| 186       | Blottat brott | Sleep, my pretty one                         | Hartley Howard                    | 1967         |
| 187       | Farligt dubbelspel | Well now my pretty                           | James Hadley Chase                | 1967         |
| 188       | Sextio döda minuter | Kisses from satan                            | George B. Mair                    | 1968         |
| 189       | Utan förbarmande | The Delta Factor                             | Mickey Spillane                   | 1968         |
| 190       | En skön miss | Fall guy                                     | Hartley Howard                    | 1968         |
| 191       | Rakt i fällan | Have this one on me                          | James Hadley Chase                | 1968         |
| 192       | Döda talar inte | The mercenaries                              | Donald E. Westlake                | 1968         |
| 193       | Gå över gränsen | Believed violent                             | James Hadley Chase                | 1968         |
| 194       | Lurad på bytet | Private I                                    | Jimmy Sangster                    | 1968         |
| 195       | Högt spel, Matt Helm                                                                                                   | The menacers                                 | Donald Hamilton                   | 1968         |
| 196       | Enda utvägen | The raven is a blood red bird                | Dan J. Marlowe & William Odell    | 1968         |
| 197       | Kom 16.00 | Not Safe to be free                          | James Hadley Chase                | 1968         |
| 198       | Farlig frestelse | Routine investigation                        | Hartley Howard                    | 1968         |
| 199       | Driva i döden | 361                                          | Donald E. Westlake                | 1968         |
| 200       | Du ska ändå dö | Tell it to the birds                         | James Hadley Chase                | 1968         |
| 201       | Stå ditt kast | The Devil's box                              | Walt Sheldon                      | 1969         |
| 202       | Gå i fällan | The eye of the hurricane                     | Hartley Howard                    | 1969         |
| 203       | Ta hem spelet | Foreign exchange                             | Jimmy Sangster                    | 1969         |
| 204       | Skyll dig själv | An ear to the ground                         | James Hadley Chase                | 1969         |
| 205       | Dödligt dubbelspel | The Danube runs red                          | Richard Meade                     | 1969         |
| 206       | Fällan är gillrad | The rules don't apply                        | Roger Hamilton                    | 1969         |
| 207       | Dags att dö | Killing time                                 | Donald Westlake                   | 1969         |
| 208       | Vänta på bytet | The whiff of money                           | James Hadley Chase                | 1969         |
| 209       | Driva för långt | Never Live twice                             | Dan J. Marlowe                    | 1969         |
| 210       | Bullitt | Bullitt (Mute witness                        | Robert L. Pike                    | 1969         |
| 211       | Farlig miss Matt Helm                                                                                                  | The Interlopers                              | Donald Hamilton                   | 1969         |
| 212       | Order att döda | Strike terror                                | Hy Steirman                       | 1969         |
| 213       | De Desperata | The world in my pocket                       | James Hadley Chase                | 1970         |
| 214 (41)  | Lik i lasten | Judge me not                                 | John D. MacDonald                 | 1979 (1955)  |
| 215       | Skonigslös natt | One endless hour                             | Dan J. Marlowe                    | 1970         |
| 216       | Locka till brott | The vulture is a patient bird                | James Hadley Chase                | 1970         |
| 217       | Dödligt svek | Assault on Ming                              | Al Caillou                        | 1970         |
| 218 (57)  | Domens dag | April evil                                   | John D. MacDonald                 | 1970 (1957)  |
| 219       | Dra i fördärvet | There's a hippie on the highway              | James Hadley Chase                | 1970         |
| 220       | Sätta ur spel | Operation Fireball                           | Dan J. Marlowe                    | 1970         |
| 221       | Dödligt möte | Assault on Kolchak                           | Alan Caillou                      | 1970         |
| 222 (50)  | Går det, så går det | A bullet fo Cinderella                       | John D. Macdonald                 | 1970 (1956)  |
| 223       | Leda till brott | The wary transgressor                        | James Hadley Chase                | 1970         |
| 224       | Lurad i fällan | The XYY man                                  | Kenneth Royce                     | 1970         |
| 225       | Dödligt misstag | Assault on Loveless                          | Alan Caillou                      | 1970         |
| 226       | Timmen noll | Survival ... zero !                          | Mickey Spillane                   | 1971         |
| 227 (125) | På djupt vatten | Where is Janice Gantry ?                     | John D. MacDonald                 | 1971 (1962)  |
| 228       | De dödsdömda | The seventh man                              | Jay Scotland                      | 1971         |
| 229       | Frestande byte | Dive into death                              | Clayton Matthews                  | 1971         |
| 230 (124) | Bättre fly ... | On the run                                   | John D. MacDonald                 | 1971 (1964)  |
| 231       | Utsedd att döda | Like a hole in the head                      | James Hadley Chase                | 1971         |
| 232       | Tvingad i fällan | The lost fräulein                            | Richard Meade                     | 1971         |
| 233       | För säkerhets skull | Be my victim                                 | John Baxter                       | 1971         |
| 234       | Mord utan spår | Reardon                                      | Robert L. Pike                    | 1971         |
| 235       | Dödligt allvar, Matt Helm                                                                                              | The poisoners                                | Donald Hamilton                   | 1971         |
| 236       | Dubbelfara | Flashpoint                                   | Dan J. Marlowe                    | 1971         |
| 237       | Mardröm utan slut | The disappearance                            | Collin Wilcox                     | 1971         |
| 238       | Öga för öga | A time of predators                          | Joe Gores                         | 1971         |
| 239       | Allt på ett kort | An ace up my sleeve                          | James Hadley Chase                | 1972         |
| 240       | Slå nollan till polisen                                                                                                | Police blotter                               | Robert L. Pike                    | 1972         |
| 241       | Dölja ett brott | The Manchester thing                         | Anguss Ross                       | 1972         |
| 242       | Så illa tvungen | Double finesse                               | Hartley Howard                    | 1972         |
| 243       | På farligt spår | The Marksman                                 | Hugh C. Rae                       | 1972         |
| 244       | Dödlig fälla | Slayground                                   | Richard Stark                     | 1972         |
| 245       | Enda möjligheten | Operation Breakthrough                       | Dan J. Marlowe                    | 1972         |
| 246       | Värre än mord | Dead aim                                     | Collin Wilcox                     | 1972         |
| 247       | Vill du hellre dö ? | Want to stay alive ?                         | James Hadley Chase                | 1972         |
| 248       | Förrädiskt dubbelspel                                                                                                  | The Organization                             | David Anthony                     | 1972         |
| 249       | Leda till mord | The miniatyre frame                          | Kenneth Royce                     | 1972         |
| 250       | ... inte förrän hon är död                                                                                             | Just a matter of time                        | James Hadley Chase                | 1972         |
| 251       | Driva till hämnd | The Deadly Honeymoon                         | Lawrence Block                    | 1972         |
| 252       | Straffet är döden | The Gremlin's Grampa                         | Robert L. Pike                    | 1972         |
| 253       | Svarta Planer | Operation Drumfire                           | Dan J. Marlowe                    | 1973         |
| 254       | Pressad till brott | Epitaph for Joanna                           | Hartley Howard                    | 1973         |
| 255       | Dödligt mörker | The Huddersfield job                         | Angus Ross                        | 1973         |
| 256       | Mord klockan 22.03 | Broken shield                                | Ben Benson                        | 1973         |
| 257       | Sluta illa | You're dead without money                    | James Hadley Chase                | 1973         |
| 258       | Döden följer spåren | Relentless                                   | Brian Garfield                    | 1973         |
| 259       | Ett vittne för mycket                                                                                                  | The Huntress is dead                         | Ben Benson                        | 1973         |
| 260       | Ingen nåd, Matt Helm                                                                                                   | The intriguers                               | Donald Hamilton                   | 1973         |
| 261       | Dödlig jakt | Plunder squad                                | Richard Stark                     | 1973         |
| 262       | Du kommer inte undan                                                                                                   | Soldato !                                    | Al Conroy                         | 1973         |
| 263       | Brännande fara | Operation Checkmate                          | Dan J. Marlowe                    | 1973         |
| 264       | I natt ska du dö | Death grip !                                 | Al Conroy                         | 1973         |
| 265       | Desperat utväg | hiding place                                 | Collin Wilcox                     | 1974         |
| 266       | Du är redan dömd | Strangle hold !                              | Al Conroy                         | 1974         |
| 267       | Beredd att döda | Have a change of scene                       | James Hadley Chase                | 1974         |
| 268       | Röjda planer | Operation Stranglehold                       | Dan J. Marlowe                    | 1974         |
| 269       | Dödlig skuld | Spider underground                           | Kenneth Royce                     | 1974         |
| 270       | Gräva sin egen grav | Knock, knock ! Who's there ?                 | James Hadley Chase                | 1974         |
| 271       | Fly om du kan | Murder mission !                             | Al Conroy                         | 1974         |
| 272       | Onda skuggor | The last cop out                             | Mickey Spillane                   | 1974         |
| 273       | Ute efter hämnd | The quarry                                   | Robert L. Pike                    | 1974         |
| 274       | Farlig vinst | Fisheye                                      | Peter Townend                     | 1974         |
| 275       | Jag ska bli din död | Blood run !                                  | Al Conroy                         | 1974         |
| 276       | Laddat hot | The payoff                                   | Don Smith                         | 1974         |
| 277       | Undre Världens skräck                                                                                                  | The Seven-Ups                                | Richard Posner                    | 1974         |
| 278       | I dödens grepp | Corsican takeover                            | Don Smith                         | 1975         |
| 279       | Miljonkuppen | So what happens to me ?                      | James Hadley Chase                | 1975         |
| 280       | Söka sin hämnd | The liquidator                               | R. L. Brent                       | 1975         |
| 281       | En dödlig risk | Gold bait                                    | Walter J. Sheldon                 | 1975         |
| 282       | I avsikt att döda | Long way down                                | Collin Wilcox                     | 1975         |
| 283       | Larm klockan 14.58 | Bank job                                     | Robert L. Pike                    | 1975         |
| 284       | Bilden av ett brott | Goldfish have no hiding place                | James Hadley Chase                | 1975         |
| 285       | Operation kidnapping                                                                                                   | Operation Deathmaker                         | Dan J. Marlowe                    | 1975         |
| 286       | Dödlig utmaning | Fighting back                                | Charles Alverson                  | 1975         |
| 287       | Ta sin hämnd | Vendetta                                     | Joseph Gilmore                    | 1975         |
| 288       | Farliga planer | Operation Whiplash                           | Dan J. Marlowe                    |              |
| 289       | Spel om annans liv | Fifty-two pickup                             | Elmore Leonard                    |              |
| 290       | Hot om snabb död | Operation Hammerlock                         | Dan J. Marlowe                    | 1976         |
| 291       | Jaga bland skuggor | Barca                                        | Lou Cameron                       | 1976         |
| 292       | Väntan i mörker | The seven days soldiers                      | Tony Kenrick                      | 1976         |
| 293       | Jagat vittne | Contract for a killing                       | R. L. Brent                       | 1976         |
| 294       | Tyst terror | Aftershock                                   | Collin Wilcox                     | 1976         |
| 295       | Dödens natt | The cocaine connection                       | R. L. Brent                       | 1976         |
| 296       | Locka i fördärvet | Believe this                                 | James Hadley Chase                | 1976         |
| 297       | En laddad sekund | Assassination Day                            | Oliver Jacks                      | 1976         |
| 298       | Grymma Planer | Kiss my Fist                                 | James Hadley Chase                | 1976         |
| 299       | Dödskyssen | The erection set                             | Mickey Spillane                   | 1976         |
| 300       | Dubbel bluff | Inside Out                                   | Judd Bernard                      | 1976         |
| 301       | Hämndens gisslan | Invitation to a strangling                   | R. L. Brent                       | 1976         |
| 302       | Natt utan misskund | The End of Violence                          | Ben Benson                        | 1976         |
| 303       | Explosivt hot | 911                                          | Thomas Chastain                   | 1976         |
| 304       | Spärrad kust | The yellow music kill                        | Walter J. Sheldon                 | 1977         |
| 305       | Blir du mitt nästa offer                                                                                               | The murders on the square                    | Theodore George                   | 1977         |
| 306       | Den stora stöten | Operation nightfall                          | Miles & Morris                    | 1977         |
| 307       | Dödliga planer | Do me a favor – drop dead                    | James Hadley Chase                | 1977         |
| 308       | Jakt på farligt vittne                                                                                                 | The Patchwork Man                            | David Harper                      | 1977         |
| 309       | I dödens cirklar |                                              | Brian Garfield                    | 1977         |
| 310       | Blodiga skuggor | The hanged men                               | David Harper                      | 1977         |
| 311       | Det tredje offret | The third victim                             | Collin Wilcox                     | sept 1977    |
| 312       | Förvillande lik | No more witness                              | Ron Warthen                       | okt 1977     |
| 313       | Öppet hot | A Taste of Terror                            | Martha Albrand                    | 1977         |
| 314       | Hota till livet | The killing floor                            | Arthur Lyons                      | 1977         |
| 315       | Dödens kod | Wolf hunt                                    | Mark Elder                        | 1977         |
| 316       | Utan återvändo | Bloody precinct                              | Bill Douglas                      | 1978         |
| 317       | Sälja sin nästa | Come easy – go easy                          | James Hadley Chase                | 1978         |
| 318       | Mord med metod | Doctor, lawyer . . .                         | Collin Wilcox                     | 1978         |
| 319       | Döma sig själv | The deadly homecoming                        | Theodore George                   | 1978         |
| 320       | Natt utan lag | Truck                                        | Peter Cave                        | 1978         |
| 321       | Dödligt nära | My laugh comes last                          | James Hadley Chase                | 1978         |
| 322       | Betala med livet | The crime commandos                          | Peter Cave                        | 1978         |
| 323       | Fem ska dö | Murder times five                            | Robert Colby                      | 1978         |
| 324       | Fara för livet | Cade                                         | James Hadley Chase                | 1978         |
| 325       | Döden tar hem spelet                                                                                                   | Rough deal                                   | Walter Winward                    | 1978         |
| 326       | Mord på öppen gata | Tancredi                                     | Lou Cameron                       | 1978         |
| 327       | Förrädaren | The death brokers                            | R. D. Ballard                     | 1978         |
| 328       | Mördare utan ansikte                                                                                                   |                                              | John Ball                         |              |
| 329       | Betald bödel | The Vulture                                  | John Carrick                      | 1979         |
| 330       | Okänt hot | Death Stalk                                  | Bob Langley                       | 1979         |
| 331       | Inget att förlora | Two lucky people                             | Tony Kenrick                      | 1979         |
| 332       | Dödligt byte | A Killing in the market                      | John Ball & Bevan Smith           | 1979         |
| 333       | Brev från död man |                                              | Clayton Fox                       | 1979         |
| 334       | I skuggan av döden |                                              | Irving A. Greenfield              | 1979         |
| 335       | En falig miss | Consider yourself dead                       | James Hadley Chase                | 1979         |
| 336       | Lurad i fördärvet |                                              | Kenneth Royce                     | 1979         |
| 337       | Lockande byte | Inside job                                   | Nicholas Brady                    | 1979         |
| 338       | Kontrakt med döden |                                              | Justin Cartwright                 | 1979         |
| 339       | Hon ska ändå dö | Cop out                                      | H. L. Lasher                      | 1979         |
| 340       | Gå för långt |                                              | Bob Parker                        |              |
| 341       | Larm om mord | End of a big wheel                           | Clayton Fox                       | 1980         |
| 342       | Farligt hot |                                              | Al Hine                           | 1980         |
| 343       | Stad i skräck |                                              | Nick Christian                    | 1980         |
| 344       | Stryparen |                                              | T. Jeff Williams                  | 1980         |
| 345       | Fast i nätet |                                              | Lionel White                      | 1980         |
| 346       | Dödligt uppdrag | The Damascus cover                           | Howard Kaplan                     | 1980         |
| 347       | Välkommen att dö | Red Exit                                     | James Pattinson                   | 1980         |
| 348       | Mardröm i mörker | The nighttime guy                            | Tony Kendrick                     | 1980         |
| 349       | Farliga bevis | You must be kidding                          | James Hadley Chase                | 1980         |
| 350       | Vittnet måste dö |                                              | James Heddon                      | 1980         |
| 351       | Leva på lånad tid |                                              | Elliot West                       | 1980         |
| 352       | Fara för eget liv |                                              | Collin Willcox                    | 1980         |
| 353       | Brottslig avsikt | A can of worms                               | James Hadley Chase                | 1980         |
| 354       | Dödens klockslag | Deadline 2 a.m.                              | Robert L. Pike                    | 1980         |
| 355       | Mördare mot sin vilja                                                                                                  | The Third Arm                                | Kenneth Royce                     |              |
| 356       | Spel om snabb död |                                              | Richard Posner                    |              |
| 357       | Sista varningen | The Deep Purple Fall                         | Angus Ross                        |              |
| 358       | Dödlig terror | Death Flight                                 | Domini Wiles                      |              |
| 359       | Farlig skugga |                                              | John Midgley                      |              |
| 360       | Bevis i blod | Blood Innocents                              | Thomas H. Cook                    | 1981         |
| 361       | Jagat byte | You can say that again                       | James Hadley Chase                | 1981         |
| 362       | Hot om hämnd | The 81st Site                                | Tony Kenrick                      | 1981         |
| 363       | Misstänkt lik | Labyrinth                                    | Bill Pronzini                     | 1981         |
| 364       | Dödligt hat | Jogger’s moon                                | Jon Messmann                      | 1981         |
| 365       | Mördande bevis | Time to Murder and Create                    | Lawrence Block                    |              |
| 366       | Mord utan mening | Death of a Happy Housewife                   | Clayton Fox                       |              |
| 367       | Omöjligt uppdrag | Try this one for size                        | James Hadley Chase                | 1981         |
| 368       | Ont blod | In the Midst of Death                        | Lawrence Block                    |              |
| 369       | Kräva sin hämnd | Donovan                                      | John Midgley                      |              |
| 370       | Operation upprensning                                                                                                  | The decimate decision                        | Anthony Heal                      | 1982         |
| 371       | I sista sekunden | The French Decision                          | David Osborn                      |              |
| 372       | Mördare utan namn |                                              | William Cooke                     |              |
| 373       | Farligt glitter | Glitter Street                               | Tim Sullivan                      | 1982         |
| 374       | Försvinnande lik |                                              | Jonathan Valin                    | 1982         |
| 375       | Tvingad att döda |                                              | Phil Davis                        | 1982         |
| 376       | Gisslan tagen | The Aleph solution                           | Sandor Frankel & Webster Mews     | 1982         |
| 377       | Guld stöten | Underground                                  | James Hallums                     | 1982         |
| 378       | Efter mörkrets inbrott                                                                                                 | The Subway Stalker                           | Lou Cameron                       | 1982         |
| 379       | Döden ger ingen nåd | Hand me a fig-leaf                           | James Hadley Chase                | 1982         |
| 380       | Betala för död | Porcupine Basin                              | Douglas Rutherford                |              |
| 381       | Tid att döda | The Betrayer                                 | Domini Wiles                      |              |
| 382       | Kvinna funnen död | Mankiller                                    | Collin Wilcox                     | 1983         |
| 383       | Dödens dokument | Dead letter                                  | Jonathan Valin                    | 1983         |
| 384       | Möte med mördare | Gamemaker                                    | David K. Cohler                   | maj 1983     |
| 385       | En skugga av död | Have a nice nihgt                            | James Hadley Chase                | 1983         |
| 386       | Sex jagade män | Kellewa’s Luck                               | Roe Richmond                      | 1983         |
| 387       | Iskall hämnd | Payoff                                       | Domini Wiles                      |              |
| 388       | Stad utan nåd | Carlito's Way                                | Edwin Torres                      |              |
| 389       | Misstanke om mord | Day of Wreath                                | Jonathan Valin                    |              |
| 390       | En mördare går lös | We'll share a double funeral                 | James Hadley Chase                | 1983         |
| 391       | Betala för hämnd | The Stone Killer                             | John Midgley                      |              |
| 392       | Dödliga planer | Operation 10                                 | Hardiman Scott                    |              |
| 393       | De ska alla dö | When the death penalty came back             | G. J. Cadbury                     | 1984         |
| 394       | Misstänkt för mord | Eye in the Ring                              | Robert J. Randisi                 |              |
| 395       | Hot om död | Nevsky’s Return                              | Dimitri Gat                       |              |
| 396       | Bevis för mord |                                              | Richard Harper                    | 1984         |
| 397       | Explosivt hot |                                              | Joseph Gilmore                    |              |
| 398       | Någon måste offras | Prime Target                                 | Joe MacAnthony                    |              |
| 399       | Michael Bagley | The Plutonium Factor                         | Michael Bagley                    |              |
| 400       | Gissland under hot |                                              | Douglas Rutherford                | 1984         |
| 401       | Leva på lånad tid | Money Men                                    | Gerald Petievich                  |              |
| 402       | Okänd mördare sökes | High Voltage                                 | Thomas Chastain                   |              |
| 403       | Naturlig död? | Natural Causes                               | Jonathan Valin                    |              |
| 404       | Döden har ingen lag |                                              | Gerald Petievich                  |              |
| 405       | Fall på eget grepp |                                              | J.D. Reed                         |              |
| 406       | Mord för mord | Designated Hitter                            | Walter Wager                      |              |
| 407       | Frestande byte | The Diamond Exchange                         | Thomas Chastain                   |              |
| 408       | För sent att fly | Hit them where it hurts                      | James Hadley Chase                | 1985         |
| 409       | Jakt på farlig man |                                              | Bob Langley                       |              |
| 410       | I brottslig avsikt | Assassin’s Shadow                            | Randy Striker                     |              |
| 411       | Motiv för mord |                                              | Robert J. Randisi                 |              |
| 412       | Natten är farlig |                                              | Michael Jahn                      |              |
| 413       | Ont blod | Mrs White                                    | Margaret Tracy                    |              |
| 414       | Flygplan kapat |                                              | John Halkin                       |              |
| 415       | Träffpunkt Taiwan | Taiwan                                       | Christopher Wood                  |              |
| 416       | I dödens stund |                                              | Angus Ross                        |              |
| 417       | Hot om terror |                                              | Patrick Alexander                 |              |
| 418       | Binda vid brottet |                                              | James Grant                       |              |
| 419       | Nattens offer |                                              | Bruce Clark                       |              |
| 420       | Falla i fällan | In a vain shadow                             | James Hadley Chase                | 1986         |
| 421       | Död åt spioner |                                              | Bill Granger                      |              |
| 422       | Träffpunkt Riga | Cruise Breaker                               | Anthony Corbett                   |              |
| 423       | Flygande död |                                              | Julian Jay Savarin                | 1986         |
| 424       | Försätta i fara | The Quality of the Informant                 | Gerald Petievich                  |              |
| 425       | Dödlig jakt |                                              | Reed Stephens                     |              |
| 426       | Explosiv död |                                              | Maj. Don Henderson                |              |
| 427       | Anklagad för mord | Victims                                      | Collin Wilcox                     |              |
| 428       | Går mördaren fri | The Man who Killed his Brother               | Reed Stephens                     |              |
| 429       | Dödlig last |                                              | Walter Walker                     |              |
| 430       | Spel om död |                                              | Robert J. Randisi                 |              |
| 431       | Blick för mord |                                              | Bill Pronzini och John Lutz       |              |
| 432       | Fast i nätet |                                              | Kenneth Royce                     |              |
| 433       | Döden går på djupet |                                              | Gary Goshgarian                   |              |
| 434       | Avgrundens man |                                              | David Wiltse                      |              |
| 435       | Blindspår |                                              | Bill Pronzini                     |              |
| 436       | Mahdin |                                              | A.J. Quinnell                     |              |
| 437       | Snabba pengar |                                              | Gerald Petievich                  |              |
| 438       | Mord på mord | The Mosley receipt                           | Kenneth Royce                     | 1987         |
| 439       | Raid mot Tripoli |                                              | Richard Cox                       |              |
| 440       | Utan återvändo |                                              | Kenneth Royce                     |              |
| 441       | På andra sidan muren                                                                                                   |                                              | T.N. Murari                       |              |
| 442       | Kokain-nätet |                                              | James Colbert                     |              |
| 443       | Spionens återkomst |                                              | Bob Langley                       |              |
| 444       | Affären Bandini |                                              | Milton Bass                       |              |
| 445       | Pusslet | Freeze frame                                 | Ron Chudley                       | 1987         |
| 446       | Blodig odyssé | Lark                                         | Richard Forrest                   | 1988         |
| 447       | Högt spel i Beverly Hills                                                                                              | Bull shot                                    | Gabrielle Kraft                   | 1988         |
| 448       | Döden i Panama | Twice killed                                 | Richard Smitten                   | 1988         |
| 449       | Ingen väg ut | Deal me out                                  | Peter Corris                      | 1988         |
| 450       | Stöt mot maffian | The big grab                                 | John Trinian                      | 1988         |
| 451       | Fritt fall mot döden                                                                                                   | From the high skies                          | Peter Hearn                       | 1988         |
| 452       | Silverkulorna | Deadly justice                               | Dallas L. Barnes                  | 1988         |
| 453       | Öga för öga | Eye for an eye                               | John D. Harris                    | 1989         |
| 454       | Isande vindar | Wind chill                                   | Nick O'Donohoe                    | 1989         |
| 455       | Manhattans djungel | The beast of Broadway                        | Michael Wolk                      | 1989         |
| 456       | Stöten | The take                                     | Eugen Izzi                        | 1989         |
| 457       | Operation Mungo | King Cobra                                   | William C Mathews                 | 1989         |
| 458       | Svindel i Las Vegas | Shadedown                                    | Gerald Petievich                  | 1989         |
| 459       | En gång spion... | Always a spy                                 | Robert Footman                    | 1989         |
| 460       | Förrädisk kust |                                              | Keith Hetherington                |              |
| 461       | Terroristerna |                                              | Colin D. Peel                     |              |
| 462       | Glasklar ondska | Shadow stalker                               | Jorge Saralegui                   | 1989         |
| 463       | NYPD - Drömmarnas gata                                                                                                 |                                              | Bill Kelly                        |              |
| 464       | Inkräktarna | Muscle for the wing                          | Daniel Woodrell                   | 1990         |
| 465       | Avhopparen | Turncoat                                     | David Creed                       | 1990         |
| 466       | Stad i skräck | City of passion                              | Dallas Barnes                     | 1990         |
| 467       | Lilla Odessa |                                              | Joseph Koenig                     | 1990         |
| 468       | Den långa flykten | Chinese burn                                 | Eric Clark                        | 1990         |
| 469       | Gatans änglar |                                              | Gerald Petievich                  |              |
| 470       | Med döden i hälarna |                                              | Keith Peterson                    |              |
| 471       | Utpressning |                                              | Jeff Raines                       |              |
| 472       | Dödens hantlangare |                                              | Daniel Moreau                     |              |
| 473       | Våldets världar |                                              | Bill Kelly, NYPD, & Dolph Lemoult |              |
| 474       | På djupt vatten |                                              | Nathan Hollander                  |              |
| 475       | Förd bakom ljuset |                                              | Richard Abshire                   |              |